# Santa Isabel Xiloxoxtla
Santa Isabel Xiloxoxtla är en kommun i Mexiko.   Den ligger i delstaten Tlaxcala, i den sydöstra delen av landet, 100 km öster om huvudstaden Mexico City.
Följande samhällen finns i Santa Isabel Xiloxoxtla:
- Xiloxoxtla